# Domenico Colombo
Domenico Colombo (1º marzo 1418 – Genova, 22 settembre 1499 o 1500) è stato un artigiano e mercante italiano, padre di Cristoforo Colombo e Bartolomeo Colombo.
Le notizie anagrafiche non sono molto attendibili, atteso che non vi sono documenti che indichino esattamente la sua data di nascita e di morte, poiché, all'epoca, non si tenevano ancora registri delle nascite e delle morti, i quali furono ordinati, dal Concilio di Trento, intorno alla metà del Cinquecento. I dati biografici sono ricavati quindi da fonti eterogenee, ad esempio da atti notarili, contratti, capitolazioni (una sorta di capitolati), nei quali compare il nome o il cognome, spesso dissimili da quello convenzionalmente usato nella storiografia.

## Biografia
Domenico nacque nel 1418. Aveva tre fratelli, che sono chiamati Franceschino, Giacomo e Bertino. 
Suo padre, Giovanni Colombo, forse nato a Moconesi, era cardatore e lanaiolo e Domenico lo seguiva come apprendista dall'età di 11 anni. Domenico, divenne maestro cardatore e fu anche un negoziante. 
Gli affari di Domenico, procedevano con alterne fortune. Aveva aperto una taverna a Savona, in contrada Cassari, trafficando anche con la lana e viaggiando continuamente. Si industriava anche nel commercio dei vini e di altri generi alimentari, nonché nella compravendita di case e terreni. Quando si trovava in difficoltà, era aiutato economicamente dal figlio Cristoforo. Domenico era anche quello che oggi si definirebbe un attivista politico, impegnato in una lotta tra famiglie genovesi potenti, guelfe e ghibelline, che parteggiavano per la Francia o per la Spagna.
Così, ogni mutamento politico lo coinvolgeva, positivamente o negativamente, secondo le vittorie o le sconfitte dei Fragoso, alleati degli Spinola e dei Doria, protetti dalla Casa francese degli Angiò e nemici dei Fieschi, degli Adorno e dei Grimaldi, protetti dal Regno di Castiglia. Domenico, in uno dei suoi momenti più favorevoli, fu nominato custode della Porta dell'Olivella, affittò una casa nel quartiere di Portoria, dentro le mura di Genova, e un terreno di proprietà dei monaci dell'abbazia di Santo Stefano, in via dell'Olivella. Probabilmente, fu lì dove nacque Cristoforo, nel 1451. Domenico cambiò nuovamente di casa, quando il partito, al quale apparteneva, cominciò a perder terreno, affittandone una ad un centinaio di metri verso il centro, nel Vicolo Diritto, nel quartiere di Ponticello a Genova, vicino alla Porta di Sant'Andrea, chiamata anche Porta Soprana. In questa casa, Domenico vi morì nel 1499 o 1500.

## I figli
Sposato con Susanna Fontanarossa, Domenico ebbe da lei cinque figli, ma solo tre furono riconosciuti legittimi, negli accertamenti istruttori relativi alla causa per il maggiorasco di Cristoforo Colombo: Cristoforo, appunto, e poi Bartolomeo, cartografo, e Diego, equivalente spagnolo di Giacomo.

## Santo Domingo
L'isola di Santo Domingo fu così chiamata, dall'Ammiraglio, in memoria di suo padre Domenico, Domingo in spagnolo, e anche perché la città è stata creata nel giorno dell'omonimo santo.